# Oishi Ryuhei
Oishi Ryuhei (sinh ngày 21 tháng 1 năm 1997) là một cầu thủ bóng đá người Nhật Bản.

## Sự nghiệp câu lạc bộ
Oishi Ryuhei hiện đang chơi cho Zweigen Kanazawa.